# Barbula lurida
Barbula lurida là một loài Rêu trong họ Pottiaceae. Loài này được Hornsch. mô tả khoa học đầu tiên năm 1840.